# Eulophus cecidomyiarum
Eulophus cecidomyiarum är en stekelart som beskrevs av Julius Theodor Christian Ratzeburg 1852. Eulophus cecidomyiarum ingår i släktet Eulophus och familjen finglanssteklar.
Artens utbredningsområde är Tyskland. Inga underarter finns listade i Catalogue of Life.